# Oficjalna Pomoc Rozwojowa

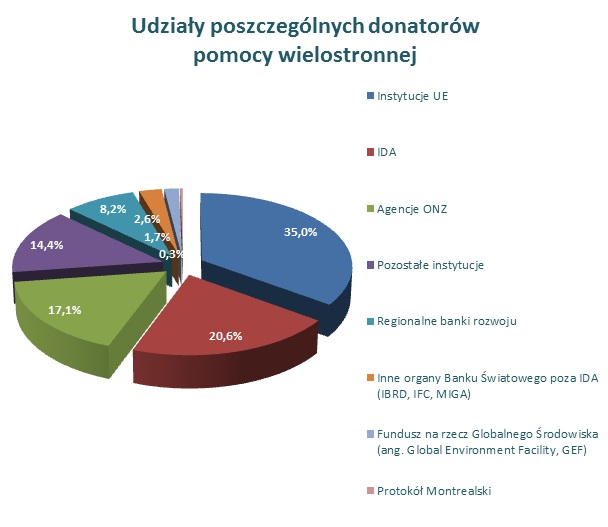
Źródło: OECD Statistics, 2010

Oficjalna Pomoc Rozwojowa (ang. official development assistance, ODA) – według definicji Organizacji Współpracy Gospodarczej i Rozwoju (ang. Organization for Economic Co-operation and Development, OECD) przepływy finansowe kierowane do lub na rzecz określonej grupy krajów i instytucji wielostronnych przez instytucje państw-dawców, w tym instytucje państwowe i samorządowe.
Oficjalna Pomoc Rozwojowa jest odpowiedzią krajów rozwiniętych na problemy krajów uboższych, które wynikają z ich niższego poziomu rozwoju. Celem Oficjalnej Pomocy Rozwojowej jest wspieranie rozwoju i dobrobytu krajów rozwijających się. Przepływy finansowe zaliczane są do ODA wówczas, gdy zawierają minimum 25% darowizny. Kryterium uznania pomocy za Oficjalną Pomoc Rozwojową jest obecność kraju-biorcy na liście ustalanej przez Komitet Pomocy Rozwojowej OECD (Development Assistance Committee, DAC) – do którego co roku Oficjalna Pomoc Rozwojowa jest raportowana przez państwa-dawców.
Kryteria Oficjalnej Pomocy Rozwojowej są ustalane przez Komitet Pomocy Rozwojowej OECD. Dotacje, kredyty i pożyczki przeznaczone na cele militarne nie wliczają się do Oficjalnej Pomocy Rozwojowej. Na liście krajów-biorców Oficjalnej Pomocy Rozwojowej DAC OECD znajduje się 148 krajów i terytoriów zamorskich. Lista ta jest aktualizowana przez OECD co trzy lata. Są to kraje o niskim i średnim poziomie dochodu narodowego brutto per capita według Banku Światowego (ang. World Bank, WB), wyłączając kraje-członkowskie G8, kraje Unii Europejskiej i kraje objęte akcesją do UE. Lista zawiera również kraje najsłabiej rozwinięte (ang. least developed countries, LDCs) zdefiniowane przez Organizację Narodów Zjednoczonych.

## Formy realizacji pomocy rozwojowej

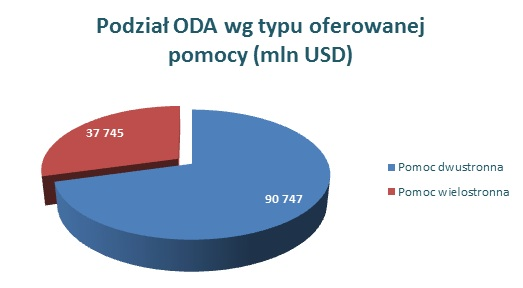
Źródło: OECD Statistics, 2010 (dane dla wszystkich państw DAC)

W ramach pomocy rozwojowej wyróżnia się pomoc dwustronną, trójstronną i wielostronną. Pomoc dwustronna (ang. bilateral aid, bilateral assistance) kierowana jest bezpośrednio do osób i organizacji w kraju-biorcy przez państwa-dawców. Pomoc ta jest przeznaczana np. na dwustronne programy i projekty, stypendia, pomoc humanitarną, pomoc uchodźcom przebywającym na terytorium kraju-biorcy, oddłużenie itp. Pomoc wielostronna (ang. multilateral aid, multilateral assistance) udzielana jest przez wiele państw-dawców za pośrednictwem organizacji międzynarodowych i porozumień wielostronnych lub funduszy globalnych.

## Członkostwo w DAC a Oficjalna Pomoc Rozwojowa
Jako członek OECD Polska kwalifikuje się do grupy państw wysoko rozwiniętych i równocześnie od 22 października 2013 r. posiada status członka w Komitecie Pomocy Rozwojowej (ang. Development Assistance Committee, DAC), który jest głównym organem koordynującym pomoc udzielaną przez państwa rozwinięte krajom rozwijającym się bądź znajdującym się w okresie transformacji. Minimalna wartość pomocy rozwojowej udzielanej przez kraje członkowskie DAC OECD nie jest formalnie określona. Dotychczas wszystkie kraje, które wstępowały do DAC, udzielały Oficjalnej Pomocy Rozwojowej (ang. Official Development Assistance ODA) na poziomie co najmniej 0,2% PKB.

## Pomoc rozwojowa w Polsce
Oficjalna Pomoc Rozwojowa w Polsce świadczona jest na podstawie ustawy o współpracy rozwojowej z dnia 16 września 2011 r. Za wszystkie zagadnienia związane z pomocą rozwojową i humanitarną odpowiedzialny jest Departament Współpracy Rozwojowej Ministerstwa Spraw Zagranicznych. W roku 2015 środki przekazane na Oficjalną Pomoc Rozwojową przez stronę polską wyniosły 1,662 mld PLN.

## Oficjalna Pomoc Rozwojowa UE
W 2011 roku Oficjalna Pomoc Rozwojowa (ODA) Unii Europejskiej wyniosła 53 mld EUR osiągając poziom 0,42% DNB UE (w 2010 roku było to 0,44%). W 2010 r. UE oraz jej 27 państw członkowskich były największym światowym donatorem, od którego pochodziła ponad połowa całej globalnej Oficjalnej Pomocy Rozwojowej.

## Pomoc rozwojowa na świecie

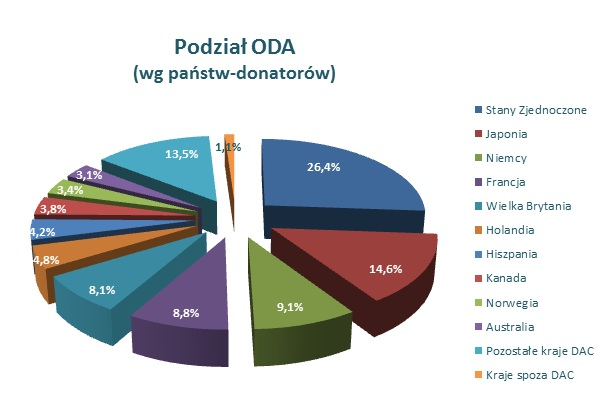
Źródło: OECD Statistics, 2010

Rozwijanie i umacnianie światowego partnerstwa w sprawach rozwoju jest jednym z Milenijnych Celów Rozwoju, określonych w Projekcie Milenijnym ONZ.
Według danych OECD w 2010 r. pomoc bilateralna tworzyła 71,1% całej wartości ODA, zaś pomoc wielostronna 28,9%. Największymi państwami-donatorami Oficjalnej Pomocy Rozwojowej są Stany Zjednoczone, Japonia, Niemcy, Francja oraz Wielka Brytania. Do największych instytucji – donatorów należały: instytucje UE (29,5% wielkości pomocy wielostronnej), IDA (ang. International Development Association), GFATM (ang. The Global Fund to Fight AIDS, Tuberculosis and Malaria) oraz IMF (ang. International Monetary Fund).